# Supercoppa islandese 2023 (pallavolo femminile)
La Supercoppa islandese 2023, 6ª edizione della Supercoppa nazionale femminile di pallavolo, si è svolta il 9 settembre 2023: al torneo hanno partecipato due squadre di club islandesi e la vittoria finale è andata per la terza volta al HK Kópavogur.

## Regolamento
La formula ha previsto una gara unica.

## Squadre partecipanti
| Squadra      | Qualificazione                                         |
| ------------ | ------------------------------------------------------ |
| HK Kópavogur | Finalista Coppa d'Islanda 2022-23                      |
| KA Akureyri  | Vincitrice Coppa d'Islanda 2022-23/Úrvalsdeild 2022-23 |

## Torneo
| 9 settembre 2023 KA heimilið, Akureyri Durata: 2h:18 - Spettatori: ? | KA Akureyri | 2 - 3 | HK Kópavogur | 22-25, 16-25, 26-24, 25-21, 11-15 |